# Bảng xếp hạng âm nhạc
Một bảng xếp hạng âm nhạc, hay bảng xếp hạng thu âm, là đánh giá những bài hát dựa trên sự phổ biến trong một khoảng thời gian nhất định.
Có rất nhiều tiêu chí, được dùng trong những bảng xếp hạng khác nhau, để cho thấy sự phổ biến, thông dụng: lượng đĩa thu âm, băng cassette và đĩa CD bán ra; lượng phát trên radio; và (gần đây) là số lượt tải về.
Một số bảng xếp hạng còn dành riêng cho một thể loại âm nhạc và hầu hết phân theo một khu vực địa lý nhất định (mặc dù bảng xếp hạng lượt tải về không dễ dàng phân chia theo cách này). Khoảng thời gian phổ biến nhất được tính trong một bảng xếp hạng thường là một tuần, với việc bảng xếp hạng được in hay phát sóng một thời gian sau đó. Bảng xếp hạng tổng kết cho năm và thập kỉ sau đó được tính từng tuần gộp lại. Những bảng xếp hạng đã trở thành một cách quan trọng để đánh giá sự thành công về mặt thương mại của từng bài hát.
Danh sách người đứng đầu trong giới giải trí Việt năm 2017:
1.Đăng Bo
2.Sơn Tùng
3.Chi Pu
4.Hoàng Tùng Sơn

## Bài hit của bảng xếp hạng
Một bài hit của bảng xếp hạng là một bài hát rất phổ biến, được xác định bằng sự có mặt của nó trong bảng xếp hạng bằng doanh thu hay những tiêu chí khác để đánh giá những phát hành phổ biến. Đứng đầu bảng xếp hạng hay những thuật ngữ liên quan (như number 1 hit, bài hit của bảng xếp hạng, và vân vân) được dùng một cách rộng rãi trong giao tiếp thường ngày, và trong tiếp thị, và được định nghĩa một cách lỏng lẻo. Ở Bắc Mỹ, bảng xếp hạng hàng tuần từ tạp chí Billboard thường được nhắc đến nhiều nhất (và cũng cả trên quốc tế nữa), đặc biệt là bảng xếp hạng đĩa đơn Billboard Hot 100 và bảng xếp hạng album Billboard 200, mặc dù có nhiều bảng xếp hạng và nguồn khác. Bởi giá trị của nó trong việc quảng bá các nghệ sĩ và phát hành, đến trực tiếp với người dùng, và khuyến khích sự bùng nổ trên đài, TV và các phương tiện thông tin đại chúng khác; vị trí trong bảng xếp hạng đã là chủ đề để rà soát và tranh cãi từ lâu. Phương pháp tổng hợp và nguồn dữ liệu thì tùy thuộc, từ những bảng xếp hạng đồn thổi dựa trên ý kiến của nhiều các nhà chuyên môn, tới những bảng xếp hạng phản ánh dữ liệu thực nghiệm như doanh số bán lẻ. Vì vậy, một bài hát đứng đầu bảng xếp hạng có thể là sự lựa chọn "đáng tin" cho đến nóng hổi.